# Shadows in the Light
Shadows in the Light — седьмой студийный альбом американской дэт-метал группы Immolation, выпущен 8 мая
2007 года на лейбле Listenable Records, также был снят клип на песню «World Agony», в июле была выпущена виниловая версия. Продюсером этого альбома стал Пауль Орофино.

## О альбоме
Комментируя альбом Роберт Вигна сказал: Мы очень довольны новым материалом. Он являет собой набор мощных композиций. Они набросятся на вас с самого начала и оставят избитым в конце. Я думаю, что когда наши фанаты услышат эти песни, ими овладеет неистовство.
Вокалист и басист Росс Долан добавляет: Новый материал, определенно, навевает очень мрачные чувства, а также не уступает в тяжести и мощности. Это смесь двух предыдущих работ — «Unholy Cult» и «Harnessing Ruin», выполненная с диаметрально противоположным подходом.
После окончания записи Immolation отправились в Голландию, где выступили на фестивале Arnhem Metal Meeting совместно с Arch Enemy, а затем уехали в Париж на съемки видеоклипа в поддержку альбома.

## Список композиций
| №                   | Название                 | Длительность |
| ------------------- | ------------------------ | ------------ |
| 1.                  | «Hate’s Plague»          | 2:50         |
| 2.                  | «Passion Kill»           | 3:41         |
| 3.                  | «World Agony»            | 3:56         |
| 4.                  | «Tarnished»              | 3:36         |
| 5.                  | «The Weight of Devotion» | 4:21         |
| 6.                  | «Breathing the Dark»     | 4:00         |
| 7.                  | «Deliverer of Evil»      | 3:45         |
| 8.                  | «Shadows in the Light»   | 3:44         |
| 9.                  | «Lying with Demons»      | 4:33         |
| 10.                 | «Whispering Death»       | 6:04         |
| Общая длительность: | Общая длительность:      | 40:30        |

## В записи участвовали

### Музыканты
- Росс Долан — вокал, бас-гитара
- Роберт Вигна — гитара
- Билл Тэйлор — гитара
- Стив Шэлати — ударные

### Персонал
- Пауль Орофино — продюсер, микширование
- Андреас Маршалл — обложка